# Новичина
Новичина (укр. Новичина) — село в Заболотцевской сельской общине Золочевского района Львовской области Украины.
Население по переписи 2001 года составляло 116 человек. Занимает площадь 0,15 км². Почтовый индекс — 80661. Телефонный код — 3266.